# Listenvereinigung
Eine Listenvereinigung ist ein Wahlvorschlag, der von mehreren Parteien oder Wählergruppen gemeinsam aufgestellt wird. Bei Kommunalwahlen bezeichnet man eine Listenvereinigung als gemeinsamen Wahlvorschlag. Von einer Listenvereinigung zu unterscheiden ist eine Listenverbindung, bei der mehrere Wahlvorschläge in der Weise verbunden sind, dass sie anderen Wahlvorschlägen gegenüber bei der Sitzzuteilung als Einheit gewertet werden.

## Situation in Deutschland

### Bundestagswahlen
Bei Bundestagswahlen sind Listenvereinigungen nicht zulässig. Nur (einzelne) Parteien dürfen Landeslisten aufstellen.
- Bei der Bundestagswahl 1990 galt ein besonderes Wahlrecht, nach dem Listenvereinigungen möglich waren. Die Listenvereinigung Bündnis 90/Grüne – BürgerInnenbewegung (B90/Gr), ein Bündnis aus Bürgerbewegungen und Grünen in den neuen Bundesländern, erreichte im Wahlgebiet Ost 6,1 % der Zweitstimmen und zog mit acht Abgeordneten in den Bundestag ein.

- Zur Bundestagswahl 2005 gingen Linkspartei.PDS und die WASG ein Wahlbündnis ein: Auf den Listen der Linkspartei.PDS kandidierten auch Vertreter der WASG. Es handelt sich hier aus wahlrechtlicher Sicht um keine Listenvereinigung, sondern um einen Wahlvorschlag der Linkspartei.PDS, da bei der Aufstellung der Listen nur die Vertreter der Linkspartei.PDS stimmberechtigt waren.[1] Von konservativer Seite wurde dieses Vorgehen teilweise als unzulässig kritisiert, da es sich de facto um eine Listenvereinigung handle. Mit diesem Vorgehen werde das Verbot einer Listenvereinigung unterlaufen, es sei daher nicht zulässig. Eine gerichtliche Entscheidung über diese Frage gibt es derzeit nicht, allerdings mehrere Einsprüche dazu gegen die Bundeswahl.

Siehe auch: Kandidaturmodelle der WASG/PDS zur Bundestagswahl 2005
- Ebenso gab bei der Bundestagswahl 2005 Wahlbündnisse von ödp und Familien-Partei sowie von NPD und DVU („Deutschlandpakt“) als Wahlvorschläge der Familien-Partei bzw. der NPD.
- Eine nur teilweise vergleichbare Konstellation gab es zur Bundestagswahl 1953. Hier kandidierten auf der NRW-Landesliste der Deutschen Zentrumspartei Kandidaten von Zentrum und CDU. Über die Liste zog neben einem Zentrumsabgeordneten der CDU-Abgeordnete Martin Heix aus Oberhausen in den Bundestag ein. Hier kandidierten allerdings sowohl Zentrum als auch CDU mit Landeslisten. Dagegen hatte die WASG keine mit der Linkspartei konkurrierenden Wahlvorschläge aufgestellt. Auf der CSU-Liste von Bundestagswahl 1972 kandidierten auch Siegfried Zoglmann von der  Deutschen Union.

### Landtagswahlen
In den meisten Bundesländern sind Listenvereinigungen bei Landtagswahlen nicht zulässig.
Bei der Wahl zum Landtag von Sachsen-Anhalt konnten Parteien Listenvereinigungen eingehen. Zur Landtagswahl 2006 kandidierten beispielsweise drei Listenvereinigungen, an denen sich jeweils zwei bis drei Kleinparteien beteiligten. Mit dem sechsten Gesetz zur Änderung des Wahlgesetzes des Landes Sachsen-Anhalt (LWG) vom 31. März 2008 wurde die Möglichkeit einer Listenvereinigung zur Landtagswahl abgeschafft.
Als derzeit einziges Bundesland erlaubt Brandenburg gemäß § 22 BbgLWahlG Listenvereinigungen bei der Wahl zum Landtag von Brandenburg. Zur Landtagswahl 2009 kandidierten beispielsweise die Freie Wähler Deutschland und die Brandenburger Vereinigte Bürgerbewegungen/Freie Wähler zusammen als Zusammen für Brandenburg: Freie Wähler. Die daraufhin beantragte Parteienfinanzierung wurde der Listenvereinigung jedoch verweigert, da diese nach Auffassung der Bundestagsverwaltung Listenvereinigungen nicht zusteht. Daher tritt das Bündnis seit 2014 bei Landtagswahlen als eigenständige politische Partei an. 
Zur Landtagswahl in Brandenburg 2024 traten die Parteien Piratenpartei, ÖDP und Volt gemeinsam als Listenvereinigung Plus Brandenburg an.

### Kommunalwahlen
Die Kommunalwahlgesetze mehrerer Bundesländer erlauben gemeinsame Wahlvorschläge.
Auf Kreisebene gehen dabei meist nur kleinere Parteien gemeinsame Wahlvorschläge ein, auf Gemeindeebene sind häufiger auch größere Parteien beteiligt.
Bei Wahlen des Bürgermeisters, Oberbürgermeisters oder des Landrats kommt es auch öfters zu gemeinsamen Wahlvorschlägen von Listen, die zur Wahl des Kommunalparlaments getrennt antreten. Der Begriff Listenvereinigung ist bei solchen gemeinsamen Wahlvorschlägen nicht zutreffend, da ja keine Kandidatenliste, sondern eine einzelne Person nominiert wird.

## Situation in Österreich
In Österreich ergibt sich die Zulässigkeit von Listenvereinigungen implizit aus der rechtlichen Trennung von politischen Parteien und Wahlparteien, explizit wird ihre Möglichkeit unter anderem in § 4 (1) des Parteiengesetzes erwähnt.